# Der Artushof
Der Artushof ist eine Erzählung von E. T. A. Hoffmann, die gegen Ende 1816 in der „Urania. Taschenbuch für Damen auf das Jahr 1817“ bei F. A. Brockhaus in Leipzig vorabgedruckt wurde. 1819 erschien der Text im zweiten Abschnitt des ersten Bandes der Sammlung „Die Serapionsbrüder“ bei G. Reimer in Berlin.
Der Weg des jungen Traugott vom merkantilen Bürger zum Künstler wird gezeichnet. Der Verfasser bietet den Ausblick auf ein Happy End. Es sieht so aus, als gelinge Traugott ein Spagat: Dieser Danziger Maler wird wohl Ehemann der jungen Römerin Dorina werden.

## Selbstzeugnis
E. T. A. Hoffmann schreibt am 12. März 1815 an Hippel: „Das Ganze dreht sich um ein wunderbares Bild im Arthushoff, welches in der Seele eines jungen Kaufmanns den Funken der Kunst entzündet, so daß er sich von allem losreißt und Mahler wird.“

## Handlung
An der Danziger Börse, dem Artushof, ist ein wenig Ruhe eingekehrt. So kann der Kauf- und Handelsherr Elias Roos seinen künftigen Schwiegersohn – das ist der junge Kaufherr Traugott – mit der umgehenden Abfassung eines gewinnbringenden, geschäftlichen Eilbriefes nach Hamburg beauftragen. Traugott, der in Bälde Christina Roos, die einzige Tochter seines Vorgesetzten, heiraten wird, kritzelt, anstatt seine Pflicht zu erfüllen, zwei Figuren von einem langen, in der Börse umlaufenden Wandfries ab: Der prächtige Bürgermeister und der schöne Page in der Begleitung des Stadtoberhauptes haben ihn tief beeindruckt. Doch der künftige Schwiegervater ist ob des entgangenen Gewinns erzürnt. Der deutsche Maler Godofredus Berklinger bescheinigt Traugott ein gewisses Talent als Zeichner und gibt sich als Schöpfer der beiden Originale aus, die Traugott abgezeichnet hat. Er habe beim Malen des Wandgemäldes sich und seinen Sohn als Vorbild für die Danziger Bürgerschaft genommen. Traugott merkt, dass Berklinger nicht ganz bei Trost ist; denn das Gemälde ist reichlich zweihundert Jahre alt.
Traugott widert die Arbeit im Büro des künftigen Schwiegervaters an. So nimmt er beim alten Berklinger gegen Bezahlung Malunterricht. In Berklingers Wohnung schwärmt Traugott dem jungen Berklinger vor, das junge Mädchen, auf dem neuesten Werk des alten Berklinger dargestellt, sei immer schon die Geliebte seiner Seele gewesen. Traugott will Christina nicht mehr heiraten. Der junge Berklinger behauptet, auf dem Porträt sei seine unglückliche Schwester Felizitas  dargestellt. Traugott entdeckt wenig später, dass der junge Berklinger in Wirklichkeit selbst die geliebte Felizitas ist und wird sogleich vom alten Berklinger aus dem Hause geworfen.
Als Traugott sich aufrafft und sich wieder zu dem Maler hinwagt, ist dieser schon mit Felizitas fort.
Elias Roos missdeutet das Heulen und Greinen des künftigen Schwiegersohnes als Eifersucht. Der Kaufherr weist seine Tochter an, sich doch mehr um Traugott zu kümmern. Christina hat damit überhaupt keine Eile. Traugotts Nachforschungen ergeben unterdessen, dass Berklinger sich mit Felizitas nach Sorrent davongemacht hat. Der alte Maler, so erfährt Traugott weiter, habe seine Tochter als Jüngling verkleidet, weil er ihr keinen Bräutigam gegönnt habe. Denn es sei ihm prophezeit worden, er werde sterben, sobald Felizitas den Bund fürs Leben schließe. Bevor sich Traugott nach Sorrent begibt, macht er reinen Tisch bei Kaufmann Roos: Aus der Hochzeit wird nichts. Während der Kaufherr tobt, nimmt Christina die Absage gelassen.
Auf dem Wege nach Sorrent gönnt sich Traugott einen längeren Zwischenaufenthalt bei den deutschen Malern in Rom. In der Stadt am Tiber begegnet er seinem alten Königsberger Schulfreund Matuszewki. Dieser findet Berklinger in der Kirche Trinità del Monte auf einem Malergerüst. Doch als Traugott den Maler in seiner ärmlichen Behausung aufsuchen will, muss er feststellen, dass es sich um einen Italiener handelt. Dennoch jauchzt Traugott auf: „Meine Felizitas!“ Er hält Dorina, die fünfzehnjährige Tochter des Malers, für die ferne Geliebte. Als aber nach geraumer Zeit des trauten Beisammenseins Traugott immer noch keine Anstalten macht Dorina zu ehelichen, jagt ihn der Vater des jungen Mädchens davon. Traugott eilt über Neapel nach Sorrent. Die Berklingers sind dort unauffindbar. Daraufhin geht er in Neapel dem Malerberufe nach. Beim Malen ist stets die ferne Felizitas sein Ideal, nie aber Dorina. Nachdem Elias Roos verstorben ist, muss Traugott in Danzig Nachlassdinge regeln. Bei der Gelegenheit erfährt er, dass Christina den Buchhalter aus der Firma ihres Vaters geheiratet hat. Auch die beiden Berklinger hätten sich lange Zeit in dem Landhaus „Sorrent“ in der Nähe von Danzig aufgehalten. Felizitas habe dann in Marienwerder den Kriminalrat Mathesius geheiratet. In dem Moment, als der Vorgänger des Mathesius, ein gewisser Brandstetter, um Felizitas mit Kniefall gefreit habe, sei dem alten Haustyrann Berklinger eine Pulsader gesprungen. Exitus.
Matuszewki schreibt aus Rom an Traugott, Dorina verzehre sich vor Sehnsucht nach ihm. Traugott rennt spornstreichs in sein römisches Glück.

## Rezeption
- Friedrich Gottlob Wetzel verreißt 1819 das „todte, künstliche“ Werk.[9] Der Text sei nach seinem Erscheinen mit „Franz Sternbalds Wanderungen“ verglichen worden.[10]
- Details finden sich bei Segebrecht[11]. Im Danziger Artushof hänge ein Gemälde, das König Artus zeigt.[12]  Von Posen aus habe E. T. A. Hoffmann anno 1801 Hitzig für wenige Tage in Danzig besucht.
- Von Matt[13] hat die Erzählung durchleuchtet. Der oben angedeutete Wahnsinn des alten Malers Berklinger wird zum Beispiel auch noch sichtbar aus seiner Besprechung des gerade in Arbeit befindlichen Bildes: Die Leinwand auf Berklingers Staffelei ist leer.[14] Traugott malt ein Ideal. Dahinter verbirgt sich primär das Bildnis des „wunderschönen Pagen“[15]. Zufällig ähneln sich die Gesichtszüge jenes Pagen und die des schönen Jünglings im Artushof, der sich als Felizitas entpuppt. Von Matt schreibt, das jahrhundertealte Bild an der Wand sei mit dem Auftritt des Jünglings im Artushof lebendig geworden[A 4] und habe bei dem werdenden Künstler Traugott innerlich etwas ausgelöst. Zum Beispiel spreche Traugott auf einmal selbstbewusst über Malerei.[16] In mehrfacher Hinsicht spiele auf Traugotts Weg zum Künstler der für E. T. A. Hoffmanns Texte nahezu charakteristische Liebesaugenblick eine Rolle. Die Zauberschläge folgen dicht aufeinander. Der künftige Maler Traugott erkennt in dem Pagen lebende junge Personen um sich her.[17]
- E. T. A. Hoffmann habe mit dem „Artushof“ ein Bild der Danziger Kaufmänner hingestellt.[18]
- Kaiser registriert einen „heitern, gemütlichen“ Ton[19]. Diese Kategorisierung trifft auf ein erzählerisches Bravourstück E. T. A. Hoffmanns zu: der unbekümmerte Umgang der Braut Christina Roos mit dem Bräutigam Traugott. Der Protagonist ist ein Maler. Kaiser wird in der Hinsicht an „Die Jesuiterkirche in G.“ und an „Signor Formica“ erinnert[20].

### Die Erstausgabe in den Serapionsbrüdern
- Der Artushof in: Die Serapionsbrüder. Gesammelte Erzählungen und Mährchen. Herausgegeben von E. T. A. Hoffmann. Erster Band. Berlin 1819. Bei G. Reimer. 604 S.[21]

### Verwendete Ausgabe
- E. T. A. Hoffmann: Der Artushof. S. 177–208 in: Wulf Segebrecht (Hrsg.): E. T. A. Hoffmann: Die Serapions-Brüder. Deutscher Klassiker Verlag im Taschenbuch. Bd. 28. Frankfurt am Main 2008, ISBN 978-3-618-68028-4 (entspricht: Bd. 4 in: Wulf Segebrecht (Hrsg.): „E. T. A. Hoffmann: Sämtliche Werke in sieben Bänden“, Frankfurt am Main 2001)

### Sekundärliteratur
- Peter von Matt: Die Augen der Automaten. E. T. A. Hoffmanns Imaginationslehre als Prinzip seiner Erzählkunst. Max Niemeyer Verlag, Tübingen 1971, ISBN 3-484-18018-8.
- Rüdiger Safranski: E. T. A. Hoffmann. Das Leben eines skeptischen Phantasten. 2. Auflage. Fischer-Taschenbuch-Verlag, Frankfurt am Main 2001 (1. Aufl. 1984), ISBN 3-596-14301-2.
- Gerhard R. Kaiser: E. T. A. Hoffmann. Metzler, Stuttgart 1988, ISBN 3-476-10243-2. (Sammlung Metzler; 243; Realien zur Literatur)
- Helmut de Boor, Richard Newald: Geschichte der deutschen Literatur von den Anfängen bis zur Gegenwart. Band 7: Gerhard Schulz: Die deutsche Literatur zwischen Französischer Revolution und Restauration. Teil 2: Das Zeitalter der Napoleonischen Kriege und der Restauration. 1806–1830. Beck, München 1989, ISBN 3-406-09399-X.